# 沐羽
沐羽（1994年5月30日—），原名馮百駒，香港作家。居於台灣，2022年出版短篇小說集《煙街》，並以此書獲得台北國際書展大獎小說組首獎，為此獎項至今最年輕得主。

## 生平
沐羽生於香港，畢業於香港培正中學，香港浸會大學人文及創作系，國立清華大學台灣文學研究所。於大學時期開始寫作，並獲多個文學獎，如中文文學創作獎、台北文學獎、中興湖文學獎等。2022年出版短篇小說集《煙街》，獲香港作家謝曉虹及台灣作家張亦絢撰序，後者認為沐羽「與歷史短兵相接的扭打力，幾乎不輸寫出《少年來了》的韓江」。
於香港浸會大學畢業後，從事各項媒體工作，並於2017年前往台灣修讀台灣文學研究所。碩士論文題目為研究台灣作家駱以軍。於就讀研究所時期遇上香港反對逃犯條例修訂草案運動，決定移居台灣發展。 2022年出版《煙街》後，分別獲Openbook年度好書獎及台北國際書展大獎小說組首獎。

## 著作

### 小說
- 《煙街》（木馬文化，2022年，ISBN 9786263140707）

### 散文
- 《痞狗》（木馬文化，2024年，ISBN 9786263145887）